# Saúl Ñíguez
Saúl Ñíguez Esclápez (phát âm tiếng Tây Ban Nha: [saˈul ˈɲiɣeθ]; sinh ngày 21 tháng 11 năm 1994), thường được gọi là Saúl, là một cầu thủ bóng đá chuyên nghiệp người Tây Ban Nha hiện đang thi đấu ở vị trí tiền vệ cho câu lạc bộ tại Campeonato Brasileiro Série A là Flamengo.
Sau khi đến học viện trẻ của Atlético Madrid, anh tiếp tục xuất hiện trong hơn 250 trận đấu cho câu lạc bộ. Trong mùa giải 2013-14, anh được cho mượn tại Rayo Vallecano cũng ở La Liga
Đại diện cho Tây Ban Nha ở nhiều cấp độ trẻ khác nhau, Saúl đã giúp đội bóng U21 về nhì tại Giải vô địch châu Âu 2017, trở thành vua phá lưới ở giải này này. Anh được tuyển chọn để tham dự World Cup 2018.

## Sự nghiệp Câu lạc bộ

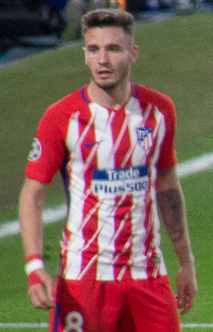
Saúl chơi cho Atlético Madrid năm 2017

Sinh ra ở Elche, Alicante, Cộng đồng Valencian, Saúl chuyển đến Real Madrid năm 11 tuổi trước khi chuyển sang đối thủ xuyên thành phố Atlético năm 2008  Anh ra mắt lần đầu tiên vào năm 201011, xuất hiện với dự bị vào thứ ba chia rẽ, và bàn thắng đầu tiên của anh ấy đã giành chiến thắng 3 trận1 trên sân khách trước Extremadura UD vào ngày 10 tháng 4 năm 2011,  trận đấu duy nhất của anh ấy trong mùa giải cuối cùng kết thúc.
Mùa hè năm 2011, Saúl gia nhập đội hình chính của Atlético để tập huấn trước mùa giải. Vào ngày 10 tháng 7, anh ta đã ghi được hai lần trong trận thắng 19 trận giao hữu với CD Arcángel.
Vào ngày 8 tháng 3 năm 2012, ở tuổi 17 năm và 108 ngày, Saúl đã ra mắt chính thức với đội một Colchoneros, chơi sáu phút cuối cùng trong trận đấu tại UEFA Europa League trước Beşiktaş JK (thắng 3 nhà1, 6 trận thắng 1 trên tổng hợp).  Lần xuất hiện thứ hai của anh là vào ngày 20 tháng 9, một lần nữa với tư cách là người thay thế và tại Europa League, lần này là trận đấu với Hapoel Tel-Aviv FC;  ba ngày sau đó, anh ghi cả hai bàn thắng cho Atlético B trong một 2-1 đi derby thắng Real Madrid C.
Saúl ra mắt La Liga vào ngày 21 tháng 4 năm 2013, chơi hai phút trong thành công 1 trận0 tại Sevilla FC sau khi thay thế Koke đồng nghiệp trẻ tốt nghiệp.  Một lần nữa từ băng ghế dự bị, anh xuất hiện trong trận đấu thứ hai với đội hình chính vào ngày 4 tháng 5, trong trận đấu với Deportivo de La Coruña (0-0).
Vào ngày 21 tháng 7 năm 2013, Saul ký với Rayo Vallecano trong một mùa giải cho mượn -long.  Sau khi trở về, anh nổi bật ở cả hai chân của Supercopa de España 2014, trong đó Atlético đánh bại Real Madrid, bắt đầu trong trận đấu đầu tiên.
Trong trận derby Madrid vào ngày 7 tháng 2 năm 2015, Saúl đã thay thế Koke bị chấn thương sau mười phút, và ghi bàn thắng thứ hai của đội mình ngay sau cú đá xe đạp, trong chiến thắng 4 trận0 cuối cùng.  Từ chiến dịch 20151616 trở đi, sau sự ra đi của Mario Suárez và chấn thương của Tiago Mendes, anh trở thành nhân tố tiền vệ hạt nhân cho đội bóng có Diego Simeone.
Trên 27 tháng 4 năm 2016, Saul chơi 85 phút thi đấu trong trận lượt đi của vòng bán kết của UEFA Champions League với FC Bayern Munich, và cũng có thể ghi được bàn thắng duy nhất tại sân vận động Vicente Calderón sau một nỗ lực cá nhân.  Bắt đầu trong trận chung kết với Real Madrid, anh đã chơi toàn bộ 120 phút và chuyển đổi thành công nỗ lực sút luân lưu của mình, trong một trận thua 5 trận3.  Ngày 18 tháng 4 sau đó, trong cùng một cuộc thi nhưng trong giai đoạn tám vừa qua, anh đã ghi được một tiêu đề hiếm hoi để giúp rút ra 1 trận1 tại Leicester City (chiến thắng tổng hợp 2 trận1); cũng trong tháng đó, trong một cuộc phỏng vấn được trao cho Diario AS, anh thừa nhận đã chơi cho "hai mùa" trong hoàn cảnh vô cùng đau đớn.
Vào ngày 1 tháng 7 năm 2017, Saúl đã ký hợp đồng 9 năm mới. Anh đã có chín lần ra sân tại Europa League của chiến dịch, ghi ba bàn cho các nhà vô địch cuối cùng.
Saul bắt đầu trận đấu thứ 250 của mình cho câu lạc bộ vào ngày 18 tháng 8 năm 2019, trong trận thắng Getafe. Trong trận chung kết Supercopa de España của mùa giải với Real Madrid, kết thúc với tỉ số hòa 0–0 sau hiệp phụ, cả anh và Thomas Partey đều bỏ lỡ những nỗ lực sút luân lưu trong trận thua 1–4.
Vào ngày 18 tháng 2 năm 2020, Saúl đã ghi bàn từ phút thứ tư của trận lượt đi vòng 16 đội Champions League - bàn thắng thứ mười của anh trong giải đấu - trước đương kim vô địch Liverpool để đảm bảo chiến thắng 1–0 trên sân nhà. Anh cũng góp mặt trong trận lượt về tại Anfield, chơi cả trận (cả hiệp phụ) trong chiến thắng tổng tỉ số 3–2 sau hiệp phụ.
Vào ngày 30 tháng 6 năm 2020, Saúl ghi hai bàn từ chấm phạt đền trong trận hòa 2–2 trước Barcelona, khi Atlético quản lý số bàn thắng đó trước đối thủ đó trong một trận đấu ở giải VĐQG lần đầu tiên dưới thời Simeone.

### Chelsea

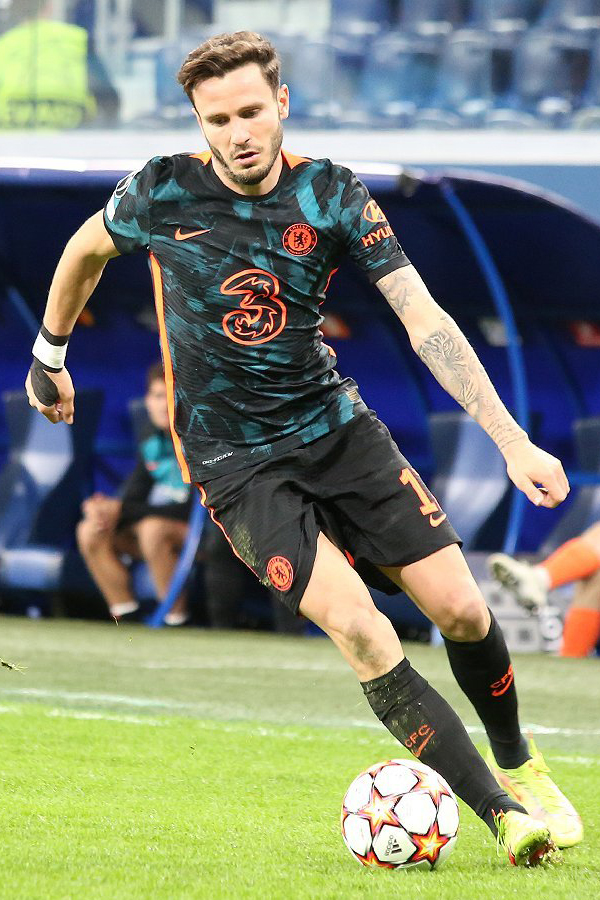
Saúl chơi cho Chelsea vào năm 2021

Vào ngày 31 tháng 8 năm 2021, Saúl gia nhập câu lạc bộ Premier League Chelsea dưới dạng cho mượn trong phần còn lại của mùa giải 2021–22, với tùy chọn thực hiện chuyển nhượng vĩnh viễn sau khi hoàn thành hợp đồng cho mượn. Anh có trận ra mắt Premier League vào ngày 11 tháng 9, trong chiến thắng 3–0 trước Aston Villa, nhưng anh lại nhận về sự chỉ trích từ người hâm mộ vì màn trình diễn của mình. Anh đã giành chức vô địch FIFA Club World Cup cùng Chelsea vào ngày 12 tháng 2 năm 2022, khi anh vào sân thay người ở phút thứ 76 để thay thế Callum Hudson-Odoi trong trận chung kết để đem về chiến thắng chung cuộc 2–1 trước Palmeiras. Anh ấy cũng đã ghi bàn thắng duy nhất của mình trong mùa giải vào lưới Luton Town trong chiến thắng 3–2 thuộc khuôn khổ Cúp FA vào ngày 2 tháng 3 năm 2022. Saúl đã nói lời tạm biệt tới Chelsea và người hâm mộ câu lạc bộ vào ngày 7 tháng 6 năm 2022 khi thời hạn cho mượn của anh kết thúc và anh trở lại Atlético Madrid.

#### Trở lại Atlético Madrid
Vào ngày 24 tháng 9 năm 2023, Saúl đã có hai pha kiến tạo và được vinh danh là Cầu thủ xuất sắc nhất trận trong chiến thắng 3–1 trước đối thủ Real Madrid, đây cũng là trận đấu thứ 300 của anh tại La Liga.

#### Cho Sevilla mượn
Vào ngày 15 tháng 7 năm 2024, Sevilla đã thông báo về việc ký hợp đồng cho mượn đối với Saúl đến khi mùa giải 2024–25 kết thúc, với khả năng gia hạn thêm trong tương lai.

## Danh hiệu

### Câu lạc bộ
Atlético Madrid
- La Liga: 2020–21
- Copa del Rey: 2012–13
- Supercopa de España: 2014
- UEFA Europa League: 2011–12, 2017–18
- UEFA Super Cup: 2018

Chelsea
- FIFA Club World Cup: 2021

### Đội tuyển quốc gia
U-19 Tây Ban Nha
- Giải vô địch bóng đá U-19 châu Âu: 2012